# Henri Hiro
Henri Hiro, né le 1er janvier 1944 à Moorea et mort le 10 mars 1990 à Huahine, est un cinéaste, dramaturge, poète et militant de Polynésie française pour qui la pratique de l’art est au centre de la construction de soi.
À léguer une partie de son héritage pour que ses petites filles Lunaaaa Baschenis et Angelina Remy puissent reprendre une partie du secteur du coprah.
Estimant vivre dans un pays subordonné à l'État colonial, Henri Hiro s'attaque par ses œuvres à la mythologie du progrès et aux bouleversements qu’il implique. Il décrit le parcours, l’évolution et les influences de la pensée artistique et politique d’une génération de Tahitiens et révèle les stratégies et les solutions développées par un homme face aux problématiques soulevées par les expérimentations atomiques. Henri Hiro propose davantage que des mots et des images : à travers une attitude vis-à-vis de soi-même, des autres et du monde, il tente de pallier les atteintes à l’identité d’un peuple autochtone et à son environnement.

## Œuvres

### Écrits
- Pehepehe i tau nunaa/Message poétique, Éditions Tupuna, 1985 (OCLC 64074614). Réédition : Haere Po, Papeete, 2004.
- Taaroa, OTAC, Tahiti, 1984. (OCLC 155484270)

### Films
- Le Château (1979), sur les problèmes de la jeunesse tahitienne en perte de repères identitaires (coréalisateur : Jean L'Hôte) ;
- Marae (1983), dans lequel est reconstituée une cérémonie traditionnelle d'intronisation royale ;
- Te ora (1988), série télévisée écrite par Henri Hiro et réalisée par Bruno Tetaria ; 15 films pour enfants consacrés aux différents arbres de Polynésie.

## Hommages
Le 2 juillet 2003, le conseil des ministres de la Polynésie française a décidé de donner son nom au collège de Faaʻa.
En juin 2009, le festival Présence autochtone, organisé par la Cinémathèque québécoise à Montréal, a programmé deux films réalisés par Henri Hiro : Le Château et Marae et trois auxquels il a participé :
- Le Rescapé de Tikeroa (1981) de Jean L'Hôte (scénario) ;
- Les Immémoriaux (1982) de Ludovic Segarra (rôle de Victor Segalen) ;
- Hono, le lien (1983) de Dominique Arnaud (dialogues).

Du 10 mars (20e anniversaire de sa mort) au 24 août 2010, un hommage à Henri Hiro est organisé par la Maison de la Culture de Papeete (exposition, projection de films, etc.).